# 1990年至1991年英格蘭足總盃
1990/91球季英格蘭足總盃（英語：FA Cup），是第110屆英格蘭足總盃，今屆賽事的冠軍是熱刺，他們在決賽以2:1 (加時)擊敗諾定咸森林，奪得冠軍。
熱刺繼1980-82球季兩連霸後再次贏得冠軍。

## 外部連結
1. 英格蘭足總盃官網Archive-It的存檔，存档日期2012-04-24
2. 英格蘭足總盃 歷屆冠軍（页面存档备份，存于）